# Buick Model 10
La Model 10 è un'autovettura media prodotta dalla Buick dal 1908 al 1910. La vettura fu sostituita dalla Model 32 e dalla Model 33. Dopo questi due modelli, seguirono altre vetture strettamente correlate: le Model 34, 35 e 36, le Model 24 e 25, le Model B-24 e B-25, e le Model C-24 e C-25. Queste ultime uscirono di produzione nel 1915.  

## Storia

### Model 10 (1908-1910)

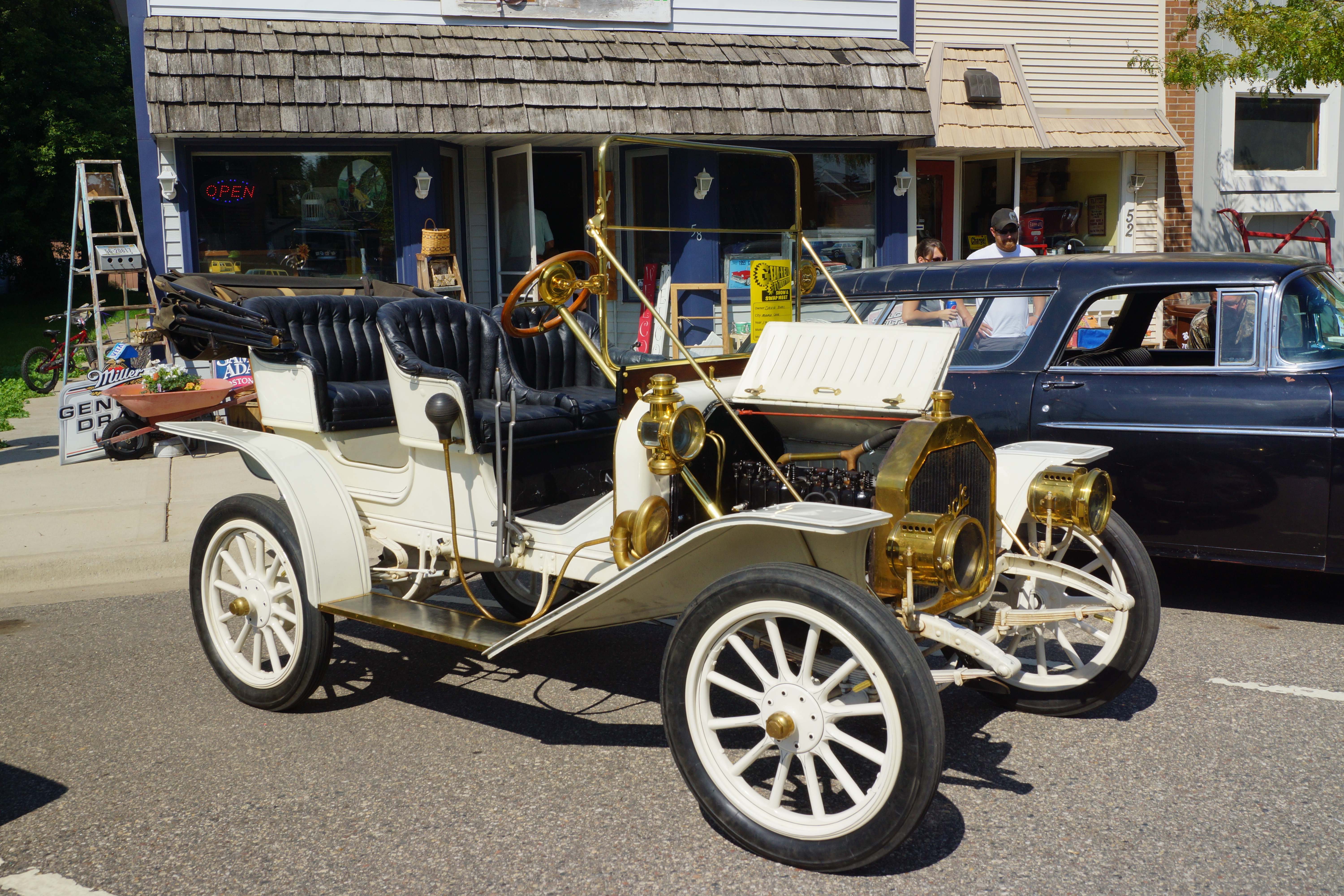
Buick Model 10 Torpedo

La Model 10 era dotata di un motore a quattro cilindri in linea da 2.703 cm³ di cilindrata che erogava 22,5 CV di potenza. Il propulsore era anteriore, mentre la trazione era posteriore. Il moto alle ruote posteriori era trasmesso tramite un giunto cardanico. Il cambio era a due rapporti.
La vettura era disponibile con due tipi di carrozzeria torpedo quattro posti e roadster tre posti. Il modello era offerto con un solo tipo di colore, grigio chiaro. Erano installate parti di ottone. La Model 10 venne assemblata in 23.100 esemplari. Questi volumi produttivi fecero del modello la vettura Buick di maggior successo di quegli anni. 

### Model 32 e 33 (1911)
Le due versioni della Model 10 furono sostituite nel 1911 da due vetture diverse. La Model 32 prese il posto della versione roadster, mentre la Model 33 sostituì la torpedo. Il motore e la trasmissione rimasero i medesimi. La roadster aveva un passo di 2.261 mm e la torpedo di 2.540 mm. La Model 32 fu realizzata in 1.150 esemplari, mentre i volumi produttivi della Model 33 toccarono le 2.000 unità. 

### Model 34, 35 e 36 (1912)

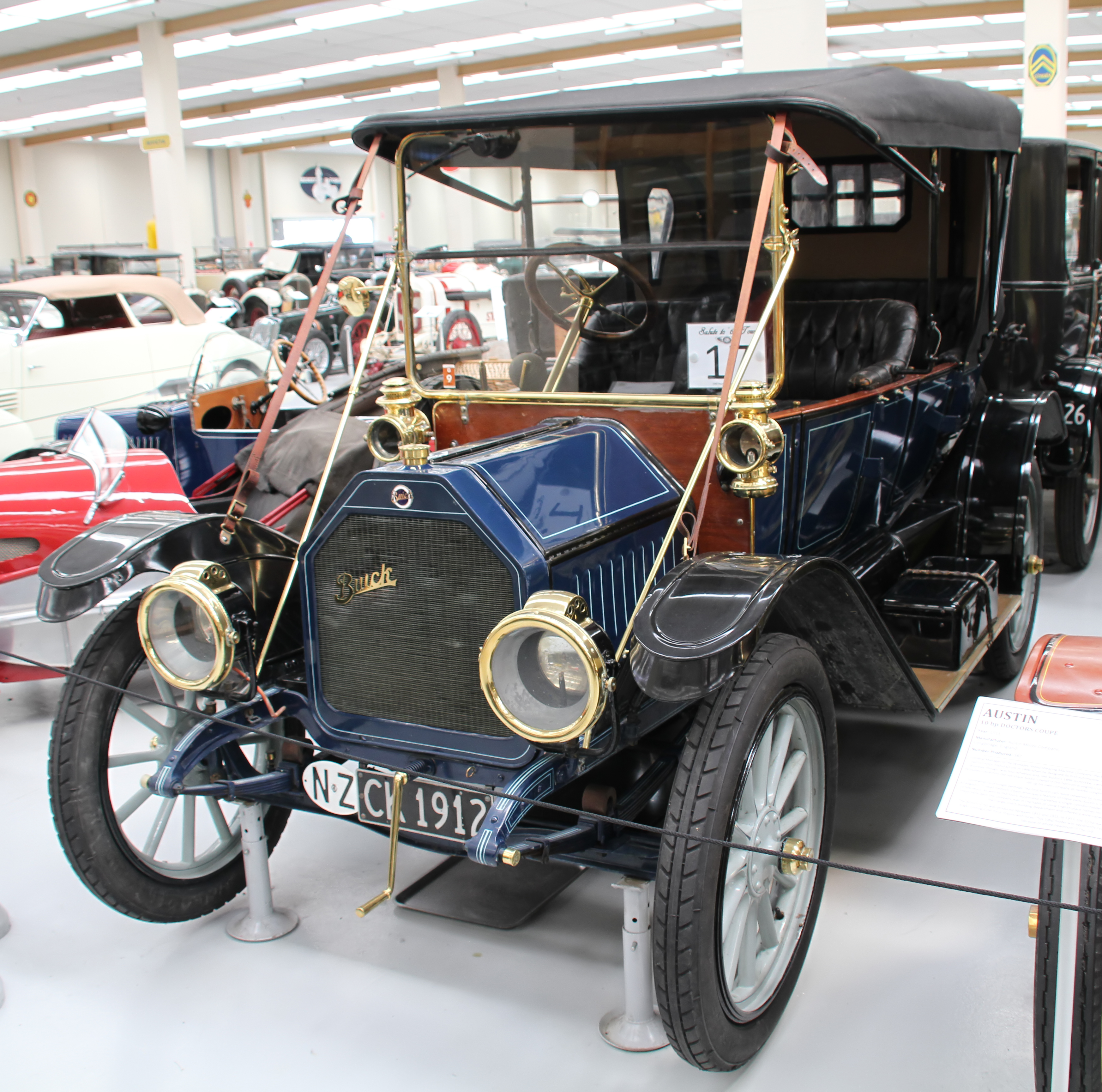
Buick Model 35

Le Model 32 e 33 furono sostituite dalle Model 34 (che era la roadster a passo corto), la Model 35 (la torpedo) e la Model 36 (la roadster a passo lungo). La roadster a passo corto aveva un interasse di 2.305 mm, mentre la torpedo a passo lungo aveva un interasse di 2.584 mm. Il motore e la trasmissione erano i medesimi di quelli delle due vetture precedenti.
La Model 34 fu prodotta in 1.400 esemplari, la Model 35 in 6.050 unità e la Model 36 in 1.600 vetture. 

### Model 24 e 25 (1913)
Nel 1913 la Model 24 prese il posto della Model 34, mentre la Model 25 sostituì la Model 35. Motore e trasmissione erano i medesimi di quelli dei modelli precedenti. La Model 24 fu prodotta in 2.850 esemplari, mentre la Model 35 venne assemblata in 8.150 unità. 

### Model B-24 e B-25 (1914)
Nel 1914 furono introdotti la Model B-24 e la Model B-25. La prima era la versione roadster due porte, mentre la seconda era la torpedo quattro porte. Il motore era il medesimo di quello dei modelli precedenti.
Di Model B-24 furono prodotti 3.126 esemplari, mentre di B-25 ne furono realizzate 13.446 unità. 

### Model C-24 e C-25 (1915)
Nel 1915 alla B-24 successe la C-24, mentre la B-25 fu sostituita dalla C-25. La modifica principale era collegata all'allungamento del passo. Nell'unico anno in cui furono prodotte, di C-24 ne vennero realizzati 3.256 esemplari, mentre di C-25 ne furono prodotti 19.080 unità.